# Timelkam
Timelkam  är en ort och kommun i Österrike. Den ligger i distriktet Vöcklabruck i förbundslandet Oberösterreich, 210 kilometer väster om huvudstaden Wien. 
Kommunen består av 26 orter (Ortschaften) (inom parentes invånarantal 1 januari 2024):

- Ader (466)
- Altwartenburg (37)
- Außerungenach (63)
- Eiding (43)
- Gsteinedt (61)
- Haag (38)
- Heitzing (56)
- Heuweg (57)
- Kalchofen (220)
- Leidern (250)
- Maierhof (61)
- Mühlfeld (16)
- Neuwartenburg (6)
- Oberau (18)
- Obereck (139)
- Obergallaberg (29)
- Oberthalheim (96)
- Pichlwang (587)
- Straß (61)
- Stöfling (127)
- Timelkam (3 286)
- Ulrichsberg (21)
- Unterau (4)
- Untereck (13)
- Untergallaberg (203)
- Wimberg (52)